# 北海道の文化財一覧
北海道の文化財一覧（ほっかいどうのぶんかざいいちらん）は、北海道にある文化財の一覧である。
文化財は、文化財保護法によって定義されている。ここでは、北海道にある文化財のうち、国が指定（または登録、選択、選定）したものを載せる。北海道が北海道文化財保護条例をもとに指定したものは北海道指定文化財一覧を参照。このほかに北海道内各市町村が指定したものも多数ある。
以下の件数は、特に断らない限り2008年5月20日現在のものである。

## 有形文化財
建造物33件、美術工芸品34件指定（2024年6月27日現在、国宝（美術工芸品）2件を含む）。うち国保有の美術工芸品が5件ある。

### 国宝

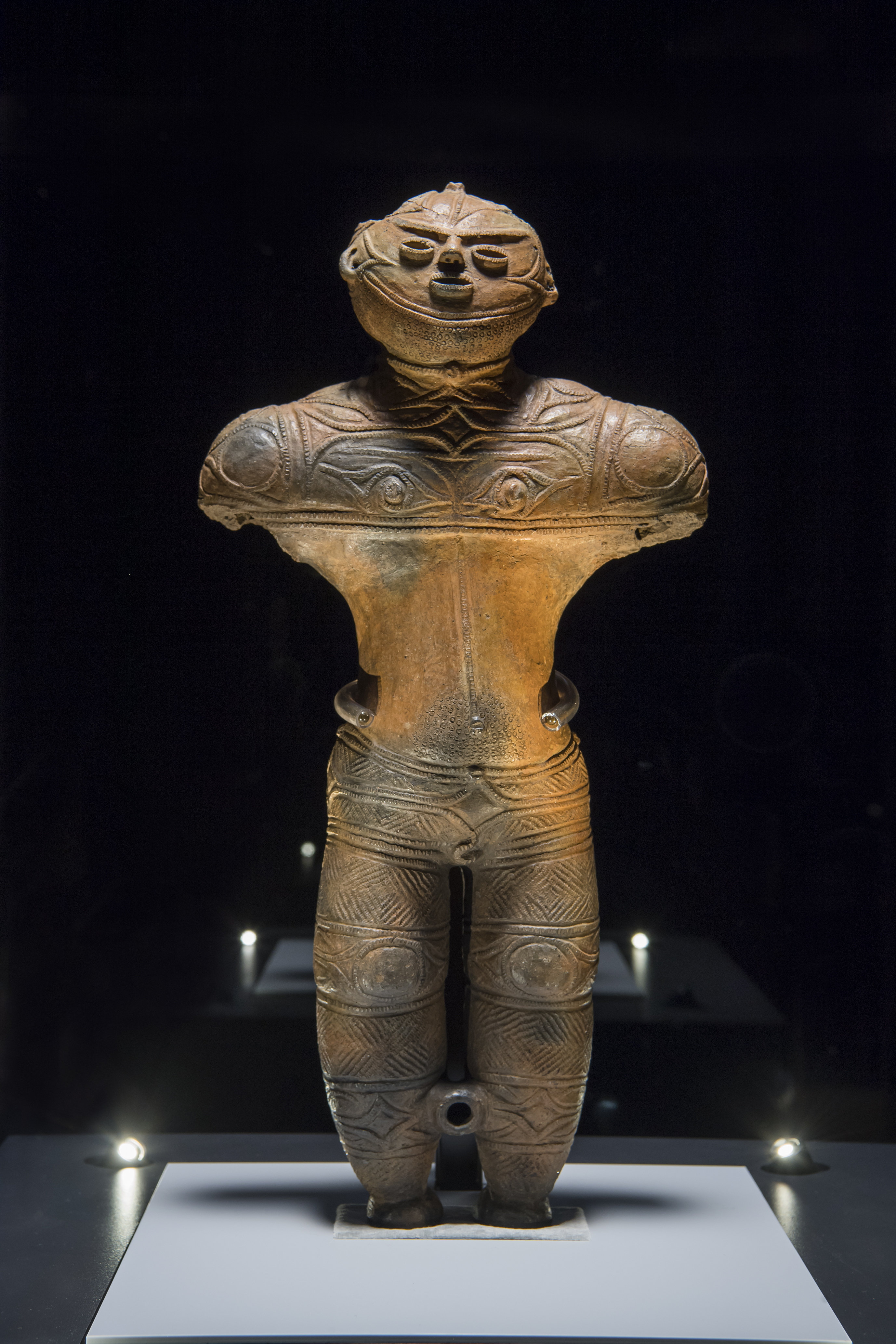
国宝に指定されている中空土偶

2007年6月8日、重要文化財から国宝に指定された。
- 土偶（どぐう）〔函館市〕- 北海道函館市著保内野（ちょぼないの）遺跡出土、いわゆる中空土偶 、函館市縄文文化交流センター

2023年6月27日、重要文化財から国宝に指定された。
- 北海道白滝遺跡群出土品（ほっかいどうしらたきいせきぐんしゅつどひん）〔紋別郡遠軽町〕 - 白滝教育センター
  - 石器・接合資料　千九百六十五点

### 重要文化財

#### 建造物
- 福山城（松前城）本丸御門（ふくやまじょう（まつまえじょう）ほんまるごもん）〔松前郡松前町〕
- 龍雲院（りゅううんいん）〔松前郡松前町〕
  - 本堂
  - 庫裏
  - 惣門
  - 鐘楼
  - 土蔵
- 法源寺山門（ほうげんじさんもん）〔松前郡松前町〕
- 太刀川家住宅店舗（北海道函館市弁天町）（たちがわけじゅうたくてんぽ（ほっかいどうはこだてしべんてんちょう））〔函館市〕
- 旧函館区公会堂（きゅうはこだてくこうかいどう）〔函館市〕
  - 本館
  - 附属棟
- 函館ハリストス正教会復活聖堂（はこだてはりすとすせいきょうかいふっかつせいどう）〔函館市〕
- 遺愛学院（旧遺愛女学校）（いあいがくいん（きゅういあいじょがっこう））〔函館市〕
  - 本館
  - 旧宣教師館
- 大谷派本願寺函館別院（おおたにはほんがんじはこだてべついん）〔函館市〕
  - 本堂
  - 鐘楼
  - 正門
- 旧相馬家住宅土蔵（きゅうそうまけじゅうたくどぞう）〔函館市〕
  - 米蔵・文書蔵
- 旧中村家住宅（北海道檜山郡江差町）（きゅうなかむらけじゅうたく（ほっかいどうひやまぐんえさしちょう））〔檜山郡江差町〕
  - 主屋
  - 文庫倉
  - 下ノ倉
- 旧笹浪家住宅（北海道檜山郡上ノ国町）（きゅうささなみけじゅうたく（ほっかいどうひやまぐんかみのくにちょう））〔檜山郡上ノ国町〕
  - 主屋
  - 土蔵
- 上国寺本堂（じょうこくじほんどう）〔檜山郡上ノ国町〕
- 旧下ヨイチ運上家（きゅうしもよいちうんじょうや）〔余市郡余市町〕
- ニッカウヰスキー北海道工場（にっかういすきーほっかいどうこうじょう）〔余市郡余市町〕
  - 事務所棟
  - 蒸溜棟
  - 貯蔵棟
  - リキュール棟
  - 第一乾燥塔
  - 第二乾燥塔
  - 研究室・旧竹鶴邸
  - 旧事務所
  - 第一貯蔵庫
  - 第二貯蔵庫
- 旧日本郵船株式会社小樽支店（きゅうにっぽんゆうせんかぶしきがいしゃおたるしてん）〔小樽市〕
- 旧三井銀行小樽支店（きゅうみついぎんこうおたるしてん）〔小樽市〕
  - 本館
  - 付属家
- 旧手宮鉄道施設（きゅうてみやてつどうしせつ）〔小樽市〕 - 小樽市総合博物館敷地内
  - 機関車庫一号
  - 機関車庫三号
  - 危険品庫
  - 貯水槽
  - 転車台
  - 擁壁
- 八窓庵（旧舎那院忘筌）（はっそうあん（きゅうしゃないんぼうせん））〔札幌市〕
- 豊平館（ほうへいかん）〔札幌市〕
- 北海道庁旧本庁舎（ほっかいどうちょうきゅうほんちょうしゃ）〔札幌市〕
- 北海道大学農学部（旧東北帝国大学農科大学）第二農場（ほっかいどうだいがくのうがくぶ（きゅうとうほくていこくだいがくのうかだいがく）だい2のうじょう）〔札幌市〕
  - 事務所
  - 種牛舎
  - 牧牛舎
  - 産室・追込所及び耕馬舎
  - 穀物庫
  - 収穫室及び脱稃室
  - 秤量場
  - 釜場
  - 製乳所
- 旧札幌農学校演武場（時計台）（きゅうさっぽろのうがっこうえんぶじょう（とけいだい））〔札幌市〕
- 北海道大学農学部植物園・博物館（ほっかいどうだいがくのうがくぶしょくぶつえん・はくぶつかん）〔札幌市〕
  - 博物館本館
  - 博物館事務所
  - 博物館倉庫
  - 植物園門衛所
- 旧開拓使工業局庁舎（きゅうかいたくしこうぎょうきょくちょうしゃ）〔札幌市〕
- 旧三戸部家住宅（北海道有珠郡伊達町）（きゅうみとべけじゅうたく（ほっかいどううすぐんだてちょう））〔伊達市〕
- 旧旭川偕行社（きゅうあさひかわかいこうしゃ）〔旭川市〕 - 中原悌二郎記念旭川市彫刻美術館
- 旧本間家住宅（きゅうほんまけじゅうたく）〔増毛郡増毛町〕
  - 主屋
  - 店舗
  - 附属屋
  - 呉服蔵
  - 醸造蔵
- 旧花田家番屋（北海道留萌郡小平町）（きゅうはなだけばんや（ほっかいどうるもいぐんおびらちょう））〔留萌郡小平町〕 - 道の駅おびら鰊番屋
- 旧網走監獄（きゅうあばしりかんごく）〔網走市〕
- 旧網走刑務所二見ヶ岡刑務支所（二見ヶ岡農場）（きゅうあばしりけいむしょふたみがおかけいむししょ）（ふたみがおかのうじょう）〔網走市〕
- 旧双葉幼稚園園舎（きゅうふたばようちえんえんしゃ）〔帯広市〕
- 正行寺本堂（しょうぎょうじほんどう）〔厚岸郡厚岸町〕

#### 美術工芸品
- 銀板写真（松前勘解由と従者像）附添状〈エリファレット・ブラウン・ジュニア撮影／一八五四年〉（ぎんばんしゃしん（まつまえかげゆとじゅうしゃぞう））〔松前郡松前町〕 - 松前町郷土資料館
- 北海道湯の里4遺跡土壙出土品（ほっかいどうゆのさと4いせきどこうしゅつどひん）〔上磯郡知内町〕 - 知内町郷土資料館
- 銀板写真（石塚官蔵と従者像）〈エリファレット・ブラウン・ジュニア撮影／一八五四年〉（ぎんばんしゃしん（いしづかかんぞうとじゅうしゃぞう））〔函館市〕
- 木造大日如来坐像（本堂安置）（もくぞうだいにちにょらいざぞう）〔函館市〕 - 高野寺
- 北海道志海苔中世遺構出土銭（ほっかいどうしのりちゅうせいいこうしゅつどせん）〔函館市〕 - 函館市立函館博物館
- 北海道豊原4遺跡土坑出土品（ほっかいどうとよはら4いせきどこうしゅつどひん）〔函館市〕- 函館市縄文文化交流センター
- 北海道コタン温泉遺跡出土品（ほっかいどうこたんおんせんいせきしゅつどひん）〔二海郡八雲町〕 - 八雲町郷土資料館
- 北海道上之国勝山館跡出土品（ほっかいどうかみのくにかつやまだてあとしゅつどひん）〔檜山郡上ノ国町〕
- 北海道美利河1遺跡出土品（ほっかいどうぴりか1いせきしゅつどひん）〔瀬棚郡今金町〕
- 刀〈無銘伝来国行〉（かたな〈むめいでんらいくにゆき〉）
- 太刀〈銘国俊〉（たち〈めいくにとし〉）
- 箱館奉行所文書（はこだてぶぎょうしょもんじょ）〔札幌市〕 - 北海道立文書館
- カラフトナヨロ惣乙名文書（ヤエンコロアイヌ文書）（からふとなよろそうおとなもんじょ）（やえんころあいぬもんじょ)〔札幌市〕
- 開拓使文書（かいたくしぶんしょ）〔江別市〕
- 北海道江別太遺跡出土品（ほっかいどうえべつぶといせきしゅつどひん）〔江別市〕 - 江別市郷土資料館
- 北海道元江別1遺跡土壙墓出土品（ほっかいどうもとえべつ1いせきどこうぼしゅつどひん）〔江別市〕 - （国保有）江別市郷土資料館
- 北海道美々8遺跡出土品（ほっかいどうびび8いせきしゅつどひん）〔江別市〕 - 北海道立埋蔵文化財センター
- 北海道カリンバ遺跡墓坑出土品（ほっかいどうかりんばいせきぼこうしゅつどひん）〔恵庭市〕 - 恵庭市郷土資料館
- 動物形土製品 北海道千歳市美々四遺跡出土（どうぶつがたどせいひん ）〔千歳市〕- 千歳市埋蔵文化財センター
- 土面 北海道千歳市真々地町ママチ遺跡第三一〇号土壙墓出土（どめん）〔千歳市〕- （国保有）北海道立埋蔵文化財センター
- 蝦夷三官寺善光寺関係資料（えぞさんかんじぜんこうじかんけいしりょう）〔伊達市〕
- 北海道有珠モシリ遺跡出土品（ほっかいどううすもしりいせきしゅつどひん）〔伊達市〕 - （国保有）伊達市開拓記念館
- 北海道有珠モシリ遺跡出土品（ほっかいどううすもしりいせきしゅつどひん）〔伊達市〕
- 蝦夷三官寺等澍院関係資料（えぞさんかんじとうじゅいんかんけいしりょう）〔様似郡様似町〕 - 様似郷土館
- 北海道常呂川河口遺跡墓坑出土品（ほっかいどうところがわかこういせきぼこうしゅつどひん）〔北見市〕
- 後鳥羽天皇宸翰熊野懐紙（山路眺望暮里神楽）（ごとばてんのうしんかんくまのがいし）
- 北海道八千代A遺跡出土品（ほっかいどうやちよえーいせきしゅつどひん）〔帯広市〕- 帯広市百年記念館
- 蝦夷三官寺国泰寺関係資料（えぞさんかんじこくたいじかんけいしりょう）〔厚岸郡厚岸町〕 - 国泰寺
- 北海道松法川北岸遺跡出土品（ほっかいどうまつのりかわほくがんいせきしゅつどひん)〔目梨郡羅臼町〕
- 北海道目梨泊遺跡出土品（ほっかいどうめなしどまりいせきしゅつどひん）〔枝幸郡枝幸町〕 - オホーツクミュージアムえさし
- 北海道船泊遺跡出土品（ほっかいどうふなどまりいせきしゅつどひん）〔礼文郡礼文町〕 - 礼文町町民総合活動センター

## 登録有形文化財
建造物143件、美術工芸品なし。

### 道南
- 熊谷家住宅主屋〔北斗市〕
- 五島軒本店旧館（ごとうけんほんてんきゅうかん）〔函館市〕
- 北海道教育大学函館校北方教育資料室（旧函館師範学校）〔函館市〕
- プレイリー・ハウス（旧佐田邸）〔函館市〕
- 函館中華会館〔函館市〕
- 遺愛学院講堂〔函館市〕
- 函館大手町ハウス（旧浅野セメント函館営業所）〔函館市〕
- 遺愛学院（旧遺愛女学校）謝恩館〔函館市〕
- 高龍寺本堂〔函館市〕
- 高龍寺開山堂
- 高龍寺山門及び袖塀
- 高龍寺防火塀
- 高龍寺金毘羅堂
- 高龍寺水盤舎
- 高龍寺鐘楼
- 高龍寺宝蔵
- 高龍寺位牌堂
- 高龍寺土塀
- 旧藤澤家住宅主屋〔函館市〕
- 函館ＹＷＣＡ会館〔函館市〕
- 函館公園こどものくに空中観覧車〔函館市〕
- 斉藤家住宅（旧盛田家住宅）主屋〔茅部郡森町〕
- 石崎漁港トンネル〔檜山郡上ノ国町〕

### 札幌市
- 札幌市資料館（旧札幌控訴院）〔札幌市中央区〕
- 北星学園創立百周年記念館（旧北星女学校宣教師館）〔札幌市中央区〕
- 日本キリスト教団札幌教会（旧札幌美以教会堂）〔札幌市中央区〕
- 北海道知事公館（旧三井クラブ）〔札幌市中央区〕
- 杉野目家住宅（すぎのめけじゅうたく）〔札幌市中央区〕
- 北海道大学農学部博物館バチェラー記念館〔札幌市中央区〕
- 北海道大学附属植物園庁舎（旧札幌農学校動植物学教室）〔札幌市中央区〕
- 黒田家住宅主屋〔札幌市中央区〕
- 黒田家住宅蔵
- 黒田家住宅表門
- 黒田家住宅石塀
- 遠藤家住宅主屋〔札幌市中央区〕
- 遠藤家住宅蔵
- 遠藤家住宅南石蔵
- 遠藤家住宅北石蔵
- 遠藤家住宅表門
- 遠藤家住宅塀
- 札幌市旧三菱鉱業寮〔札幌市中央区〕
- さっぽろテレビ塔〔札幌市中央区〕
- 北海道大学古河記念講堂（旧東北帝国大学農科大学林学科教室）（ほっかいどうだいがくふるかわきねんこうどう（きゅうとうほくていこくだいがくのうかだいがくりんがくかきょうしつ））〔札幌市北区〕
- 北海道大学旧札幌農学校昆虫学及養蚕学教室〔札幌市北区〕
- 北海道大学旧札幌農学校図書館読書室〔札幌市北区〕
- 北海道大学旧札幌農学校図書館書庫〔札幌市北区〕
- エドウィン・ダン記念館（旧北海道庁真駒内種畜場事務所）〔札幌市南区〕
- 北海道大学空沼小屋〔札幌市南区〕
- 旧西岡水源池取水塔〔札幌市豊平区〕
- 沼田家住宅旧りんご倉庫〔札幌市豊平区〕
- 沼田家住宅旧第二りんご倉庫〔札幌市豊平区〕
- 柳田家住宅旧りんご蔵〔札幌市豊平区〕

### 道央（札幌市を除く）
- JR小樽駅本屋（じぇーあーるおたるえきほんおく）〔小樽市〕
- JR小樽駅プラットホーム〔小樽市〕
- 旧青山家別邸主屋〔小樽市〕 - にしん御殿小樽貴賓館
- 旧青山家別邸文庫蔵
- 旧青山家別邸板塀
- 銀鱗荘旧本館（旧猪俣家住宅）
- グリル銀鱗荘（旧北海道水産記念館）
- 北海道林木育種場旧庁舎〔江別市〕
- 旧北陸銀行江別支店〔江別市〕
- 旧肥田製陶工場（EBRI）〔江別市〕
- 旧北炭夕張炭鉱専用鉄道高松跨線橋〔夕張市〕
- 旧北炭夕張炭鉱天龍坑人車斜坑坑口〔夕張市〕
- 旧北炭夕張炭鉱天龍坑資材斜坑坑口〔夕張市〕
- 旧北炭夕張炭鉱模擬坑道〔夕張市〕
- 旧北炭夕張炭鉱高松ズリ捨線拱線〔夕張市〕
- 旧北炭夕張炭鉱高松ズリ捨線スキップ隧道〔夕張市〕
- 旧北炭夕張炭鉱高松ズリ捨線ベルト隧道西坑門〔夕張市〕
- 夕張鹿鳴館（旧北炭鹿ノ谷倶楽部）〔夕張市〕
- 小林酒造旧事務所（蔵元北の錦記念館）〔夕張郡栗山町〕
- 小林酒造旧ビール庫・缶詰資材庫（大正・昭和の暮らし館）〔夕張郡栗山町〕
- 小林酒造旧精米場（酒の郷なつかしホール）〔夕張郡栗山町〕
- 小林酒造旧資材庫（昔の酒道具展示館）〔夕張郡栗山町〕
- 小林酒造一番蔵〔夕張郡栗山町〕
- 小林酒造二番蔵〔夕張郡栗山町〕
- 小林酒造三番蔵〔夕張郡栗山町〕
- 小林酒造四番蔵〔夕張郡栗山町〕
- 小林酒造五番蔵〔夕張郡栗山町〕
- 小林酒造六番蔵〔夕張郡栗山町〕
- 小林酒造製麹室（こばやししゅぞうせいきくしつ）〔夕張郡栗山町〕
- 小林酒造蒸米場〔夕張郡栗山町〕
- 小林家住宅主屋〔夕張郡栗山町〕
- 旧幌向駅逓所（きゅうほろむいえきていしょ）〔空知郡南幌町〕
- 星槎大学（旧頼城小学校）校舎 〔芦別市〕
- 星槎大学（旧頼城小学校）体育館〔芦別市〕
- 旧三井芦別鉄道炭山川橋梁〔芦別市〕
- 室蘭市旧室蘭駅舎（むろらんしきゅうむろらんえきしゃ）〔室蘭市〕
- 北海道大学農学部附属苫小牧地方演習林森林記念館（旧標本貯蔵室）〔苫小牧市〕
- 旧中村平八郎家住宅主屋〔勇払郡むかわ町〕
- 旧国鉄富内線富内駅舎（きゅうこくてつとみうちせんとみうちえきしゃ）〔勇払郡むかわ町〕
- 旧国鉄富内線富内駅プラットフォーム〔勇払郡むかわ町〕
- 旧国鉄富内線富内駅構内線路〔勇払郡むかわ町〕
- 北海道大学文学部二風谷研究室（旧マンロー邸）（ほっかいどうだいがくぶんがくぶにぶたにけんきゅうしつ）〔沙流郡平取町〕
- 飯田家住宅座敷棟〔沙流郡日高町〕
- 飯田家住宅主屋
- 幌泉灯台記念塔〔幌泉郡えりも町〕

### 道北
- 上川倉庫事務所〔旭川市〕
- 上川倉庫一号倉庫〔旭川市〕
- 上川倉庫二号倉庫（リハーサルホール）〔旭川市〕
- 上川倉庫三号倉庫（チェアーズギャラリー）〔旭川市〕
- 上川倉庫八号倉庫〔旭川市〕
- 上川倉庫十号倉庫（デザインギャラリー）〔旭川市〕
- 上川倉庫十一号倉庫（大雪地ビール館）〔旭川市〕
- あさでん春光整備工場（旧陸軍第七師団騎兵第七連隊覆馬場）（あさでんしゅんこうせいびこうじょう（きゅうりくぐんだい7しだんきへいだい7れんたいおおいばば））〔旭川市〕
- 松岡家住宅〔旭川市〕
- 最創山光岸寺本堂〔旭川市〕
- 旧岡田家住宅主屋〔旭川市〕
- 旧岡田家住宅蔵
- 山崎家住宅主屋〔旭川市〕
- 旭川市市民活動交流センター市民活動支援棟（旧国鉄旭川車両センター木機乾燥場）〔旭川市〕
- 旭川市市民活動交流センターホール棟（旧国鉄旭川車両センター第二木機職場）〔旭川市〕
- 北海道護国神社平成館（旧陸軍第七師団北鎮兵事記念館）〔旭川市〕
- 大野家住宅主屋（旧大野組事務所兼主屋）〔士別市〕
- 旧丹波屋旅館和館〔枝幸郡中頓別町〕
- 旧丹波屋旅館洋館〔枝幸郡中頓別町〕
- 旧瀬戸家住宅主屋〔稚内市〕

### 道東
- 旧上藻別駅逓所（きゅうかみもべつえきていしょ）〔紋別市〕
- 順誓寺本堂〔網走郡津別町〕
- 博物館網走監獄裏門〔網走市〕
- 博物館網走監獄裏門哨舎〔網走市〕
- 博物館網走監獄鏡橋入口哨舎〔網走市〕
- 博物館網走監獄鏡橋出口哨舎〔網走市〕
- 博物館網走監獄教誨堂（はくぶつかんあばしりかんごくきょうかいどう）〔網走市〕
- 博物館網走監獄五翼放射状平屋舎房（はくぶつかんあばしりかんごくごよくほうしゃじょうひらやしゃぼう）〔網走市〕
- 博物館網走監獄庁舎〔網走市〕
- 博物館網走監獄西門哨舎〔網走市〕
- 博物館網走監獄二見ヶ岡農場〔網走市〕
- 博物館網走監獄煉瓦造独居房〔網走市〕
- 網走市立郷土博物館本館 〔網走市〕
- 網走市立郷土博物館新館 〔網走市〕
- 旧国鉄根北線越川橋梁（きゅうこくてつこんぽくせんこしかわきょうりょう）〔斜里郡斜里町〕
- 旧国鉄士幌線勇川橋梁（きゅうこくてつしほろせんいさみがわきょうりょう）〔河東郡上士幌町〕
- 旧国鉄士幌線第三音更川橋梁（きゅうこくてつしほろせんだい3おとふけがわきょうりょう）〔河東郡上士幌町〕
- 旧国鉄士幌線第五音更川橋梁〔河東郡上士幌町〕
- 旧国鉄士幌線十三の沢橋梁〔河東郡上士幌町〕
- 旧国鉄士幌線第六音更川橋梁〔河東郡上士幌町〕
- 旧国鉄士幌線音更トンネル〔河東郡上士幌町〕
- 旧国鉄士幌線三の沢橋梁〔河東郡上士幌町〕
- 旧国鉄士幌線糠平川橋梁〔河東郡上士幌町〕
- 旧国鉄士幌線幌加駅プラットホーム〔河東郡上士幌町〕
- 宮本商産旧本社ビル〔帯広市〕
- 旧五十嵐家住宅事務所兼主屋〔釧路市〕
- 正行寺鐘楼〔厚岸郡厚岸町〕
- 根室市明治公園第一サイロ〔根室市〕
- 根室市明治公園第二サイロ〔根室市〕
- 根室市明治公園第三サイロ〔根室市〕
- 根室国後間海底電信線陸揚施設〔根室市〕
- 北村家住宅主屋（旧土田旅館）〔標津郡中標津町〕
- 伝成館（旧北海道農事試験場根室支場庁舎）〔標津郡中標津町〕
- 中標津町郷土館緑ヶ丘分館（旧北海道農事試験場根室支場陳列館）〔標津郡中標津町〕
- 北海道立総合研究機構農業研究本部根釧農業試験場（旧北海道農事試験場根室支場）農具庫〔標津郡中標津町〕
- 北海道立総合研究機構農業研究本部根釧農業試験場（旧北海道農事試験場根室支場）種苗倉庫〔標津郡中標津町〕

## 無形文化財

### 重要無形文化財
なし

### 選択無形文化財
なし

## 民俗文化財

### 重要有形民俗文化財
4件指定。
- アイヌの生活用具コレクション〔函館市〕
- アイヌのまるきぶね（河沼用）〔札幌市〕
- 北海道二風谷及び周辺地域のアイヌ生活用具コレクション（ほっかいどうにぶたにおよびしゅうへんちいきのあいぬせいかつようぐこれくしょん）〔沙流郡平取町〕
- 留萌のニシン漁撈（旧佐賀家漁場）用具（るもいのにしんぎょろう（きゅうさがけぎょば）ようぐ）〔留萌市〕

### 重要無形民俗文化財
2件指定。
- アイヌ古式舞踊（あいぬこしきぶよう）〔札幌市・千歳市・旭川市・白老郡白老町・勇払郡むかわ町・沙流郡平取町・日高町・新冠郡新冠町・日高郡新ひだか町・浦河郡浦河町・様似郡様似町・帯広市・釧路市・川上郡弟子屈町・白糠郡白糠町〕
- 松前神楽（まつまえかぐら）〔函館市・小樽市・北斗市・松前郡松前町・福島町・上磯郡知内町・木古内町・亀田郡七飯町・茅部郡鹿部町・森町・二海郡八雲町・山越郡長万部町・瀬棚郡今金町・久遠郡せたな町・島牧郡島牧村・寿都郡寿都町・黒松内町・磯谷郡蘭越町・虻田郡喜茂別町・京極町・倶知安町・岩内郡共和町・岩内町・古宇郡泊村・神恵内村・余市郡仁木町・留萌郡小平町〕

### 登録有形民俗文化財
なし

### 選択無形民俗文化財
4件選択。
- アイヌのユーカラ
- アイヌの建築技術及び儀礼
- 阿寒のアイヌ古式舞踊（あかんのあいぬこしきぶよう）〔釧路市〕
- 春採のアイヌ古式舞踊（はるとりのあいぬこしきぶよう）〔釧路市〕

## 記念物

### 史跡
特別史跡1件を含む55件指定。詳細は北海道・東北地方の史跡一覧を参照。
- 五稜郭跡（ごりょうかくあと）〔函館市〕特別史跡

### 名勝
3件指定。
- 旧岩船氏庭園（香雪園）（きゅういわふねしていえん（こうせつえん））〔函館市〕
- ピㇼカノカ（名寄市・石狩市・枝幸郡枝幸町・浜頓別町・幌泉郡えりも町・紋別郡遠軽町・虻田郡豊浦町・室蘭市・新冠郡新冠町・沙流郡平取町・帯広市・河西郡中札内村）
  - 九度山（クトゥンヌプリ）（くどさん）
  - 黄金山（ピンネタイオルㇱペ）（こがねやま）
  - 神威岬（カムイエトゥ）（かむいみさき）
  - 襟裳岬（オンネエンルㇺ）（えりもみさき）
  - 瞰望岩（インカルシ）（がんぼういわ）
  - カムイチャシ
  - 絵鞆半島外海岸（えともはんとうそとかいがん）
  - オキクルミのチャシ及びムイノカ
  - 幌尻岳（ポロシリ）
  - 十勝幌尻岳（ポロシリ）
- 天都山（てんとざん）〔網走市〕

### 天然記念物
49件指定（うち特別天然記念物5件）。その他、地域を定めないとして指定されたものにも北海道に棲息する動物があり、15件（うち特別天然記念物1件）を併せて掲げる。

#### 特別天然記念物
- 阿寒湖のマリモ（あかんこのまりも）〔釧路市〕
- アポイ岳高山植物群落（あぽいだけこうざんしょくぶつぐんらく）〔様似郡様似町〕
- 野幌原始林（のっぽろげんしりん）〔北広島市〕
- 昭和新山（しょうわしんざん）〔有珠郡壮瞥町〕
- 大雪山（だいせつざん）〔上川郡上川町・東川町・美瑛町・上川郡新得町〕
- タンチョウ

#### その他の天然記念物
- オオミズナギドリ繁殖地〔松前郡松前町〕
- 松前小島（まつまえこじま）〔松前郡松前町〕
- 鶉川ゴヨウマツ自生北限地帯（うずらがわごようまつじせいほくげんちたい）〔檜山郡厚沢部町〕
- ヒノキアスナロおよびアオトドマツ自生地〔檜山郡江差町〕
- 歌才ブナ自生北限地帯（うたさいぶなじせいほくげんちたい）〔寿都郡黒松内町〕
- 後方羊蹄山の高山植物帯（しりべしやまのこうざんしょくぶつたい）〔虻田郡倶知安町・京極町・喜茂別町・真狩村・ニセコ町〕
- 円山原始林（まるやまげんしりん）〔札幌市〕
- 藻岩原始林（もいわげんしりん）〔札幌市〕
- エゾミカサリュウ化石〔三笠市〕
- 夕張岳の高山植物群落および蛇紋岩メランジュ帯（ゆうばりだけのこうざんしょくぶつぐんらくおよびじゃもんがんめらんじゅたい）〔夕張市・空知郡南富良野町〕
- 登別原始林（のぼりべつげんしりん）〔登別市〕
- 沙流川源流原始林（さるがわげんりゅうげんしりん）〔沙流郡日高町〕
- 幌満ゴヨウマツ自生地（ほろまんごようまつじせいち）〔様似郡様似町〕
- 名寄鈴石（なよろすずいし）〔名寄市〕
- 名寄高師小僧（なよろたかしこぞう）〔名寄市〕
- 焼尻の自然林（やぎしりのしぜんりん）〔苫前郡羽幌町〕
- 天売島海鳥繁殖地（てうりとうかいちょうはんしょくち）〔苫前郡羽幌町〕
- 礼文島桃岩一帯の高山植物群落（れぶんとうももいわいったいのこうざんしょくぶつぐんらく）〔礼文郡礼文町〕
- 女満別湿生植物群落（めまんべつしつせいしょくぶつぐんらく）〔網走郡大空町〕
- オンネトー湯の滝マンガン酸化物生成地（おんねとーゆのたきまんがんさんかぶつせいせいち）〔足寄郡足寄町〕
- 春採湖ヒブナ生息地（はるとりこひぶなせいそくち）〔釧路市〕
- 釧路湿原（くしろしつげん）〔川上郡標茶町・阿寒郡鶴居村・釧路郡釧路町〕
- 和琴ミンミンゼミ発生地（わことみんみんぜみはっせいち）〔川上郡弟子屈町〕
- 大黒島海鳥繁殖地（だいこくじまかいちょうはんしょくち）〔厚岸郡厚岸町〕
- 霧多布泥炭形成植物群落（きりたっぷでいたんけいせいしょくぶつぐんらく）〔厚岸郡浜中町〕
- 標津湿原（しべつしつげん）〔標津郡標津町〕
- 根室車石（ねむろくるまいし）〔根室市〕
- 落石岬のサカイツツジ自生地（おちいしみさきのさかいつつじじせいち）〔根室市〕
- 西別湿原ヤチカンバ群落（にしべつしつげんやちかんばぐんらく）〔野付郡別海町〕
- 北海道犬（ほっかいどうけん）
- ウスバキチョウ
- ダイセツタカネヒカゲ
- アサヒヒョウモン
- クマゲラ
- イヌワシ
- カラフトルリシジミ
- オジロワシ
- オオワシ
- エゾシマフクロウ
- コクガン
- ヒシクイ
- マガン
- ヒメチャマダラセセリ

### 登録記念物
名勝地1件。
- 函館公園（はこだてこうえん）〔函館市〕

## 重要文化的景観
1件選定。
- アイヌの伝統と近代開拓による沙流川流域の文化的景観（あいぬのでんとうときんだいかいたくによるさるがわりゅういきのぶんかてきけいかん）〔沙流郡平取町〕

## 重要伝統的建造物群保存地区
1件選定。
- 函館市元町末広町（はこだてしもとまちすえひろちょう）〔函館市〕

## 選定保存技術
なし